# Alma (Illinois)
Alma è un villaggio degli Stati Uniti d'America, situato nello Stato dell'Illinois, nella contea di Marion.

## Origine del nome
Fino al 1854 Alma era chiamata col nome originario di Rantoul. Nel 1855 fu scelta l'attuale denominazione per commemorare la Battaglia dell'Alma.